# Consultation
Pour la partie médicinale, voir Consultation médicale.
La consultation est l’action de consulter, de demander un avis. La consultation se distingue de la concertation, laquelle est un véritable débat ouvert à toutes personnes intéressées, dès la conception d'un projet, afin de prendre en compte les divers points de vue exprimés et de faire ainsi émerger l’intérêt général.

## Par pays

### France

#### Consultation dans les politiques publiques d’aménagement et de développement
La consultation est apparue dans les pratiques publiques dans le domaine de l’aménagement et du développement sous la forme de l'enquête publique née au début du XIXe siècle et qui a pris un essor considérable avec la loi Bouchardeau du 12 juillet 1983 qui l'a rendue obligatoire avant la réalisation de travaux pouvant affecter l'environnement. La consultation peut également être réalisée de façon plus pérenne, comme avec la création de comités consultatifs à l'instar du Conseil économique, social et environnemental. Le recueil d'avis peut s'exercer sous bien d'autres formes, plus ou moins formalisées : il existe en effet de nombreuses initiatives locales hors de toute incitation réglementaire, comme l’a montré le programme Comédie.
Avec la demande croissante de participation qui a provoqué le développement des démarches de concertation et de médiation environnementale depuis la Cinquième République, la consultation est devenue un outil d'aide à la décision publique qui s'inscrit souvent dans une démarche plus globale de dialogue territorial. Même si la constitution parle de référendum local, le terme de consultation systématiquement employé dans les décrets d'application jusqu'en 2003. Celui de Referendum est alors réservé aux référendums nationaux.

### Suisse
En Suisse, la procédure de consultation est une phase de la procédure législative prévue par la loi fédérale sur la procédure de consultation (du 18 mars 2005). Des projets de traités internationaux, de modification de la Constitution fédérale, de loi et d'ordonnances importants, de même que d'autres projets ayant « une grande portée politique, financière, économique, écologique, sociale ou culturelle », sont ainsi soumis aux cantons, aux partis politiques, aux associations faîtières des communes et de l’économie, ainsi qu'aux autres milieux intéressés tels que des associations concernées par le projet. Cette procédure permet d'évaluer si un projet de loi est susceptible d'être bien accepté.

### Union européenne

#### Consultation publique
Dans l'Union européenne, depuis 2002, des « consultations publiques » organisées par la Commission européenne permettent de récolter des avis sur des législations européennes.
Selon la journaliste Stéphane Horel, ces consultations publiques – fréquentes, très complexes et souvent accessibles qu'en anglais – sont principalement promues et utilisées par les acteurs économiques importants (industries et lobbys) pour influencer directement les régulations européennes avec leurs arguments et références en leur faveur.

#### Procédure de consultation
Dans l'Union européenne, la « procédure de consultation » permet au Parlement européen de donner son avis sur une proposition de la Commission européenne

## Modalités de la consultation
La mise en œuvre d'une consultation pose des questions sur les objectifs poursuivis et les méthodes. 

### Qui consulter?
Quels avis doit-on recueillir ? Par exemple, dans un projet d’aménagement touristique d’un littoral, doit-on solliciter l’avis des touristes (au motif qu’ils sont les principaux utilisateurs), des contribuables locaux (car ils seront particulièrement sollicités si les collectivités locales financent le projet), les habitants payant ou non des impôts (car ils pourront subir les effets positifs et négatifs de l’affluence attendue), les parties prenantes comme les associations et les organisations professionnelles (car elles ont un pouvoir de blocage du projet et/ou se considèrent comme des porte-parole de la population) ? En fonction de la réponse apportée à cette question, on peut réfléchir aux options méthodologiques à adopter.

### Comment consulter?
Les options méthodologiques sont nombreuses. Citons par exemple les dispositifs suivants :
- l’enquête publique, ou enquête d'utilité publique. Elle est obligatoire dans certains projets d’aménagement depuis la loi Bouchardeau de 1983. Elle est mise en œuvre par un commissaire enquêteur qui recueille des avis après affichage public et mise à disposition de documents sur le projet dans des lieux publics. Cette modalité rencontre généralement peu d’adhésion de la part des citoyens.

- le débat public. Il est obligatoire et mis en œuvre par la Commission nationale du débat public dans le cas de grands projets d’aménagement. Il prend le plus souvent la forme d’une diffusion d’information sur le projet, suivie de réunions publiques (exposés et discussions), de débats en ligne, etc.

- les réunions publiques peuvent être organisées pour assurer une diffusion d’information à la population sur un projet, organiser un échange d’opinions et recueillir les avis des participants.

- la création d'un conseil consultatif permanent composé de représentants de la société civile peut être imposé par la loi ou mis en place à l'initiative de collectivités locales ou d'autres autorités politiques[6].

- le sondage d'opinion, l’enquête individuelle ou le référendum permettent de recueillir des avis individuels de toute une population (ayant le droit de vote dans le cas du référendum) ou d’un échantillon. Chacune a ses limites : caractère plus ou moins fermé des questions, sélectivité de la consultation, caractère incertain de la qualité de l’information préalable, etc.

- le jury citoyen (ou conférence de citoyen), focus group et autres modalités de recueil d’avis individuels ou collectifs. La plus-value par rapport au sondage ou à l'enquête réside dans la discussion qui permet aux participants de se construire un avis plus réfléchi et mieux informé. La limite réside dans le faible nombre de personnes consultées et l’absence de représentativité.

Vouloir consulter « tout le monde » est une illusion. Par exemple, si les réunions publiques sont ouvertes à tous, on sait que s’y rendent en plus grande proportion ceux qui sont engagés dans la vie locale et ceux qui s’opposent au projet présenté. On sait également que l'écoute des décideurs est sélective et fait la part belle aux élus, aux leaders d'opinions ou aux groupes organisés. C’est pourquoi il est intéressant de combiner plusieurs formes de consultation : réunions, enquêtes individuelles à domicile, forum en ligne, etc.

### Quand consulter?
la consultation peut intervenir à différents stades de l'élaboration d'un projet : précocement (stade du questionnement, du diagnostic, de la formulation des problèmes), au cours du cheminement (stade de la construction du projet, de l'élaboration de scénarios, etc.) ou tardivement (une fois le projet défini). Plus elle intervient précocement, plus elle est susceptible de peser sur la décision et de rencontrer l'assentiment des personnes consultées. Cependant, le délai de réalisation de certains projets peut laisser penser à ces dernières que « rien ne se passe » après la consultation. Il est donc utile de les prévenir de ces délais, de les informer du déroulement du projet ou de renouveler la consultation à différents stades de son élaboration.

## Question de la formation de l'opinion
La consultation consiste à solliciter un avis mais cet avis n'est pas toujours préexistant, notamment dans le cas où on consulte la population sur un projet nouveau. Comment se forme l'opinion des personnes consultées ? On considère que deux éléments au moins sont importants dans la construction d'une opinion sur un projet :
- l'information reçue. Elle doit être complète, compréhensible et autant que possible impartiale. Si une information neutre n'est pas possible, l'organisateur de la consultation peut essayer de fournir une information contradictoire, présentant des positions contrastées de façon équilibrée et la plus impartiale possible. La fourniture d'information préalable à la participation des citoyens dans le cas de projets ayant un impact potentiel sur l'environnement fait l'objet d'une convention internationale ratifiée par l'Union européenne et la plupart de ses pays membres : la convention d'Aarhus[8].

- la délibération, c'est-à-dire la discussion entre pairs dans la perspective d'une décision à prendre. C'est la discussion, l'échange de points de vue, la demande d'éclairages complémentaires et la confrontation d'arguments qui permet à l'individu de traiter l'information reçue et de construire son propre jugement[9].

## Exigence du retour d'information
Pour un décideur public, la consultation consiste à demander un avis sur un projet, sans pour autant s’engager à le prendre en compte. 
Cependant, de plus en plus de citoyens se désintéressent ou se montrent critiques envers les formes de consultation purement formelles ou démagogiques qui n'ont aucune prise sur la décision. Ces pratiques alimentent le désenchantement politique et dégradent l'image des élus. C'est pourquoi, faute de pouvoir garantir au citoyen que son avis sera pris en compte, il faut lui offrir une garantir de retour d'information et veiller à rendre public l'ensemble des avis recueillis ainsi que les suites qui leur seront données et les raisons de leur prise en compte ou de leur non-prise en compte.